# Radoslav Lopašić

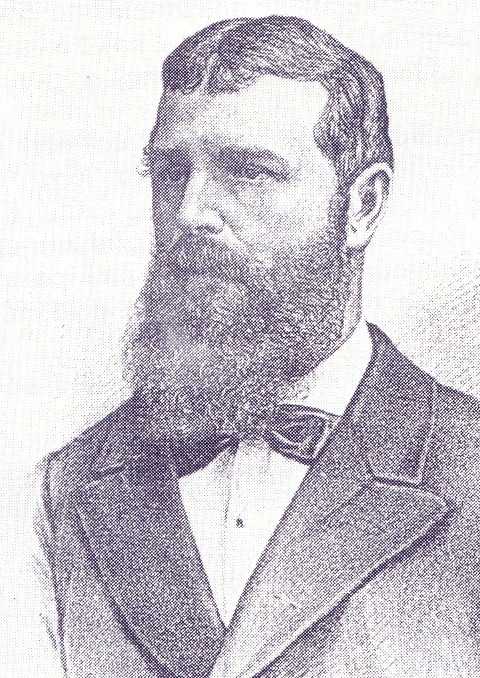
Radoslav Lopašić

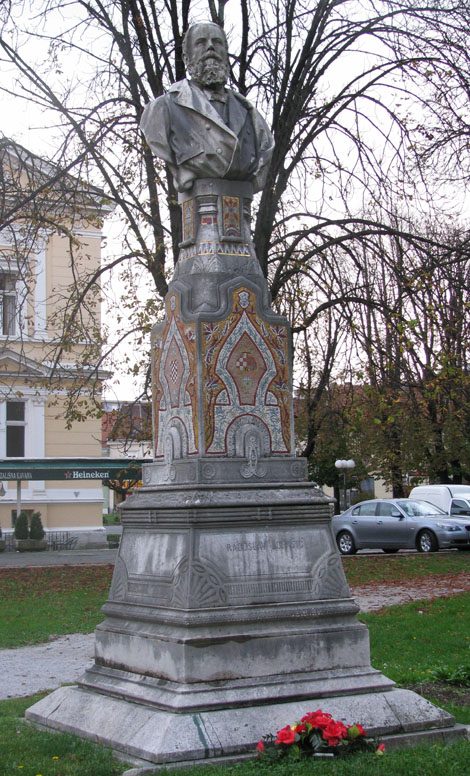
Radoslav Lopašić (Denkmal in Karlovac; Bildhauer: Ivan Rendić, 1901)

Radoslav Lopašić (* 20. Mai 1835 in Karlovac; † 25. April 1893 in Zagreb) war ein kroatischer Historiker und Topograph, Autor und Herausgeber historischer Werke.
In seinem Geburtsort Karlovac steht ein Denkmal mit seiner Büste.

## Werke (Auswahl)
- Literaturliste im Online-Katalog der Staatsbibliothek zu Berlin